# 己
己（き、つちのと）は、十干の6番目である。
陰陽五行説では土性の陰に割り当てられており、ここから日本では「つちのと」（土の弟）ともいう。

## 概要
- 「己」という漢字の起源についてはこれまで様々な提案がなされてきたが定説は無い[1][2][3]。十干の六番目を指す単語に用いるのは仮借による。
  - なお、字形の似ている已（い、すで）や巳（し、み）とは、意味も字源も異なる別の字である。これを、「こきの声、おのれつちのと下につき、いすでは半ば、しみは皆つく」と覚えた。
- 十干を順位づけに使った場合には、己は6番目の意味となるが、己まで使われることはほとんどない。
- 西暦年の下一桁が9の年が己の年となる。なお、年を表す時の別名は屠維（徒維とも）[4]。
- 中国語の化合物命名法では、ヘキサン、ヘキシル基など、炭素を6つ含む化合物や官能基に付けられる。
- 反対側は、甲（きのえ）。
- 恵方は、東北東やや東（75度）。

## 己を含む干支
- 己巳
- 己卯
- 己丑
- 己亥
- 己酉
- 己未